# Can Riera (Cervelló)
|  | Per a altres significats, vegeu «Turó de Can Riera». |

Can Riera és una masia al terme de Cervelló (al Baix Llobregat) inclosa en l'Inventari del Patrimoni Arquitectònic de Catalunya. Es tracta d'una masia rural, situada a la cota 270 i a uns 4 quilòmetres del nucli de Cervelló, a través d'un camí veïnal, amb millor accés des de Torrelles de Llobregat.

## Arquitectura
El conjunt comprèn edificacions d'èpoques diferents, amb les plantes capçades amb galeries arquejades. La coberta és a dues vessants al llarg de la façana que mira a migjorn, a la part interior del pati. El portal és d'arc rebaixat amb dovelles de pedra roja. L'entrada pel costat de ponent és per un cobert allargat, a l'esplanada d'aquest costat hi ha restes d'un molí de vent metàl·lic.
La gran sala de la planta baixa és coberta amb volta prima de rajola.

## Història
L'origen del mas pot remuntar-se al segle xvi, si bé les construccions demostren traces dels segles xvii i XIX. La masia era puixant durant l'ocupació francesa, tenia bones collites de vi i oli, i l'hereu del mas donà lloc en aquella època a la cançó de "L'hereu Riera". El llinatge es mantingué fins al 1901, quan la finca fou comprada pels González.
El 1936 sofrí devastacions d'elements de ceràmica i mobiliari.
Durant el segle xix es feren segregacions de la finca major que avui ha quedat reduïda a unes 100 ha.